# Sint-Michielskerk (Weelde)

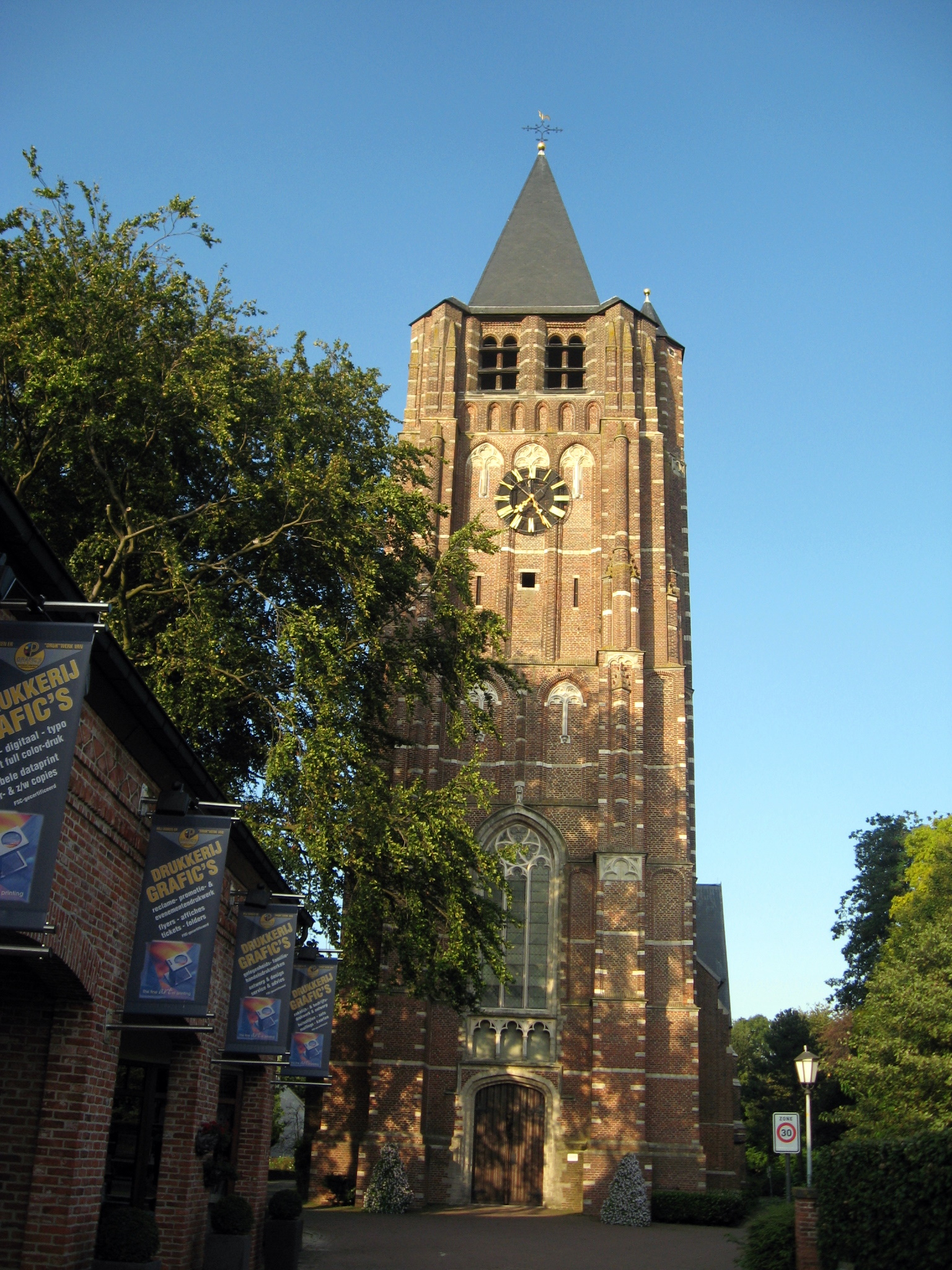
Sint-Michielskerk

De Sint-Michielskerk is een rooms-katholiek kerkgebouw in de tot de Antwerpse gemeente Ravels behorende plaats Weelde, gelegen aan Torenstraat 1.

## Geschiedenis
Mogelijk bestond er een 8e- tot 10e-eeuwse voorloper van een aan Sint-Michiel gewijde kerk, gesticht door een feodaal heer in de Karolingische tijd. In 1260 was er voor het eerst sprake van een kerkgebouw in een schriftelijk document, waarbij de rechten van de kerk (patronaatsrecht en later ook tiendrecht) werden verleend aan de Abdij van Averbode. In de 17e en 18e eeuw zouden deze rechten op de Abdij van Tongerlo zijn overgegaan.
Een 13e-eeuws kerkje werd in de jaren 1525-1529 vervangen door een gotisch bouwwerk. Omstreeks 1650 werd het interieur verfraaid, waaraan ook Artus Quellinus de Jonge zijn medewerking verleende. In 1657 werden de zijbeuken verbreed.
In 1841 werd de kerk door brand verwoest. Enkel de torenromp en een deel van de muren bleef overeind. Het kerkmeubilair ging geheel verloren. In 1842 werd een nieuwe kerk gebouwd naar ontwerp van Ferdinand Berckmans. In 1844-1845 werd ook de toren herbouwd, met uitzondering van de spits.
In 1905 werd in de toren een neogotisch raam geplaatst naar ontwerp van Pieter Jozef Taeymans. De toren werd beschermd in 1935 en de rest van de kerk in 1974.

## Gebouw
Het betreft een bakstenen georiënteerde pseudobasilicale kruiskerk met een driezijdig gesloten koor. De westtoren in Kempense gotiek is van 1529. De bakstenen toren heeft zandstenen hoekblokken en andere decoraties. De toren heeft zes geledingen.

## Interieur
Het kerkschip wordt overkluisd door een houten tongewelf.
De kerk bezit een 16e-eeuwse calvariegroep. Gepolychromeerd houten beelden van Sint-Lucia en Sint-Margaretha zijn van omstreeks 1660 en werden vervaardigd door Artus Quellinus de Jonge. De overige kunstwerken stammen uit de 19e en 20e eeuw, de periode na de kerkbrand.